# Оссель, Жан
Жан Оссе́ль (фр. Jean Ausseil; 1925—2001) — французский политик, государственный министр Монако с 16 сентября 1985 до 16 февраля 1991, бывший посол Франции в Уругвае (с 19 марта 1975 по 15 марта 1978) и в Эфиопии (1978—1980).
В конце марта 1982 года как представитель Франции в Контактной группе по Намибии вместе с Ч. Крокером безуспешно пытался убедить воюющие стороны согласиться с предложенной системой двойных выборов.